# Marojala signata
Marojala signata är en fjärilsart som beskrevs av Butler 1880. Marojala signata ingår i släktet Marojala och familjen nattflyn. Inga underarter finns listade i Catalogue of Life.